# 日本辮魚
日本辮魚（学名：Ateleopus japonicus），又名日本軟腕魚、軟腕魚，為輻鰭魚綱辮魚目辮魚科的其中一種，分布於西北太平洋的日本南部及台灣海域，棲息深度140-600公尺，為深海魚類，本魚身體紫紅色，半透明，唇上顎瘦，具絨毛狀齒，體長可達95公分，肉食性，以蝦子為食。

## 擴展閱讀
維基物種上的相關：日本辮魚